# Камер-контора
Камер-контора — в Санкт-Петербурге открытое в 1733 году отделение Камер-коллегии ввиду расширения её делопроизводства.

## История
Камер-контора пережила Камер-коллегию и была закрыта в 1799 году.
Кроме того, в Петербурге была особая Камер-контора лифляндских и эстляндских дел, возникшая, по-видимому, в 1736 году. В 1739 г. эта Камер-контора была слита в одно учреждение с Юстиц-коллегией лифляндских и эстляндских дел под названием Коллегии лифляндских и эстляндских дел, с подразделением на два департамента, из которых один ведал камерными делами, а другой судебными. Через три года эти два департамента были снова разъединены и получили свои прежние наименования, причём камер-контора лифляндских и эстляндских дел указом 8 февраля 1742 г. была подчинена Камер-коллегии. С введением в 1783 г. в Остзейском крае губернских учреждений Екатерины II дела камер-конторы перешли к казённым палатам, учреждённым в Риге и Ревеле (ныне Таллин); тем не менее, она продолжала свою деятельность, но не далее 1799 года, на котором прекращаются её документы, хранящиеся в московском архиве министерства юстиции.